# ورزشگاه دانشگاه پرینستون

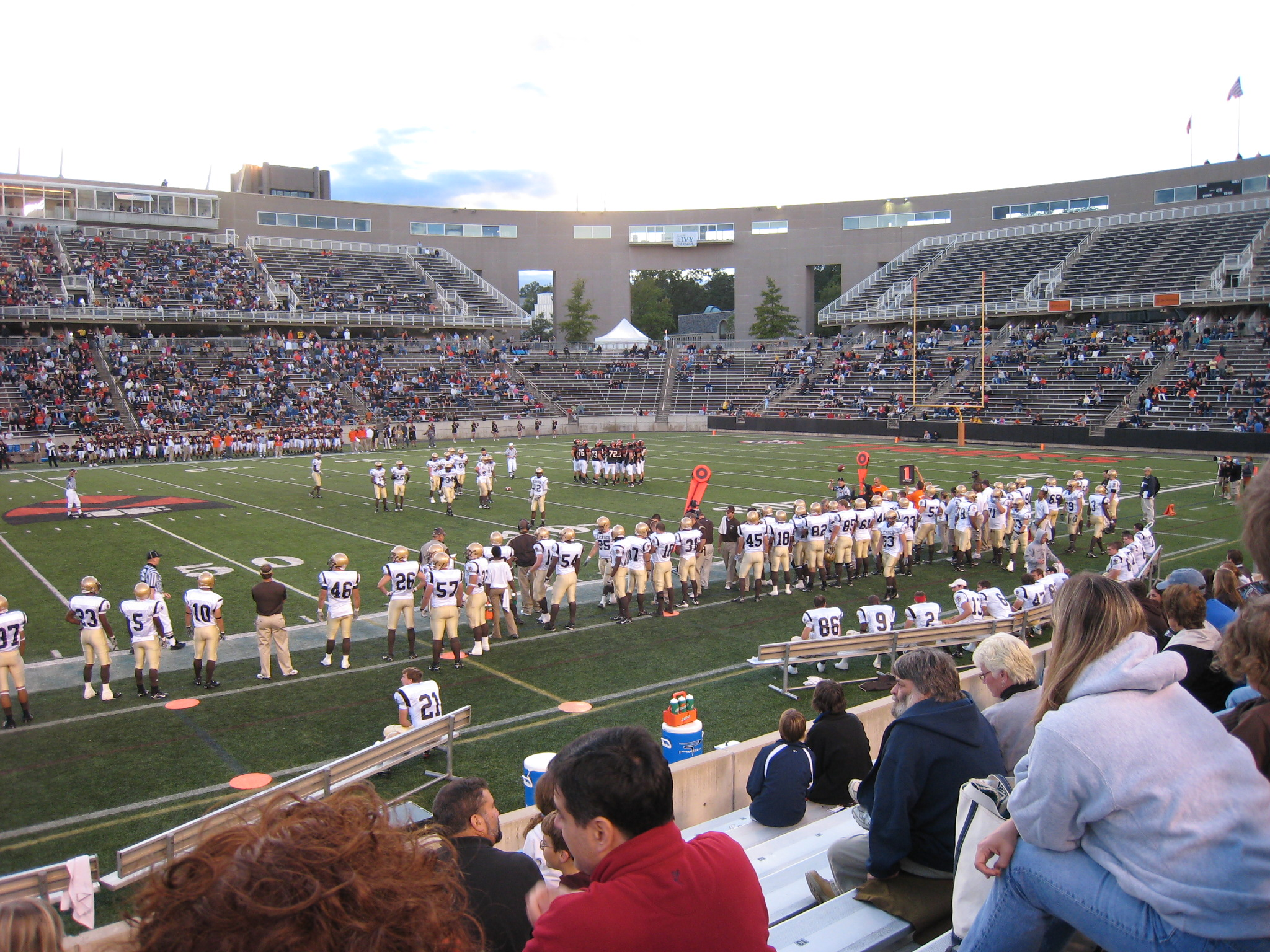

ورزشگاه دانشگاه پرینستون (به انگلیسی: Princeton University Stadium) با ظرفیت ۲۷٬۷۷۳ نفر در شهر پرینستون ایالت نیوجرسی واقع شده‌است. این ورزشگاه در تاریخ ۱۹۹۸ تأسیس شد و دارای زمین چمن مصنوعی می‌باشد.